# Lac Pavin

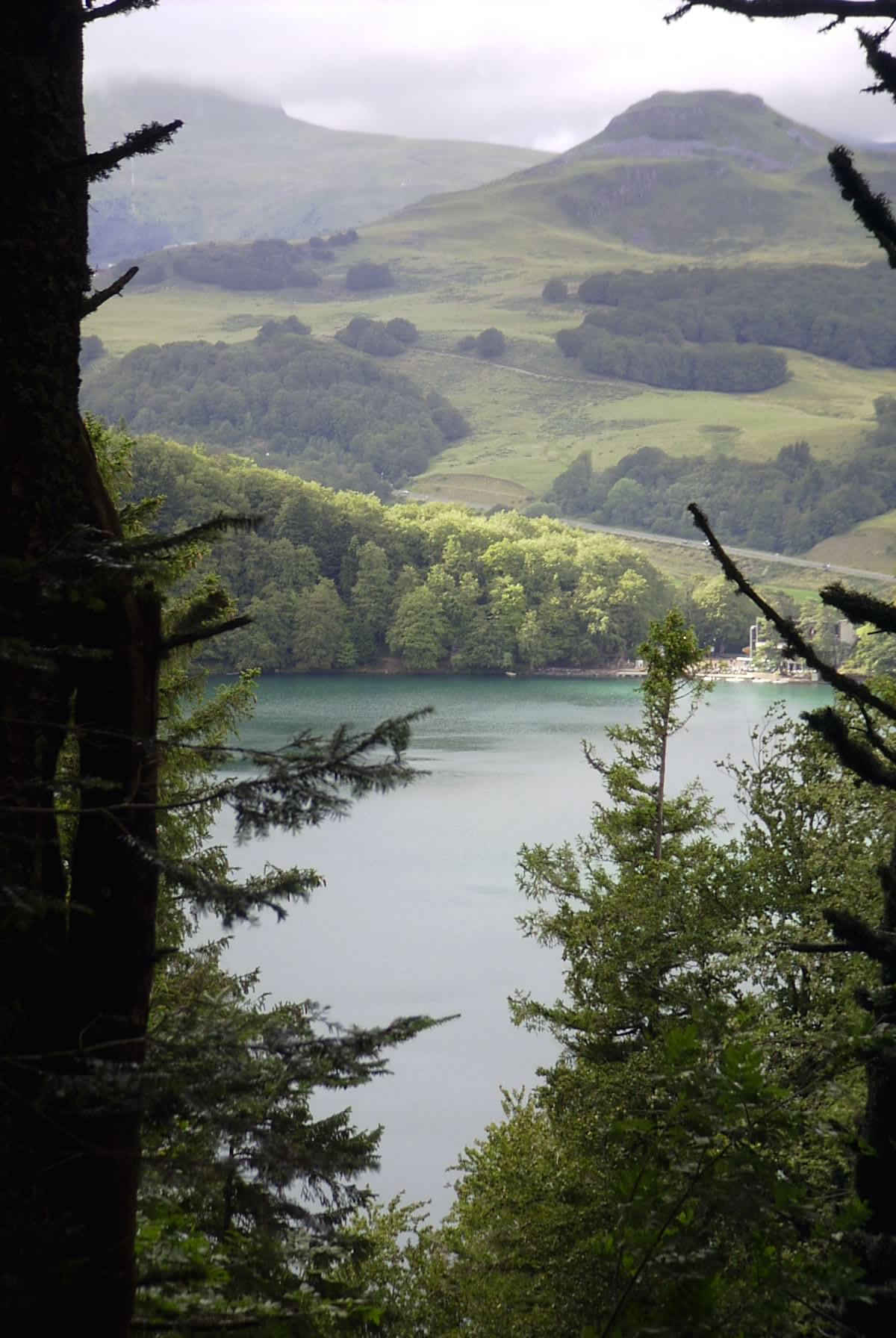
Lac Pavin

Der Lac Pavin ist ein vulkanischer Maarsee im französischen Zentralmassiv am südöstlichen Rand der Monts Dore. Mit einem Alter von ca. 6000 Jahren ist das Maar eines der jüngsten vulkanischen Objekte in der Auvergne.

## Lage und Größe
Der See liegt in einer Höhe von 1197 m in der Auvergne im Département Puy-de-Dôme zwischen den Orten Besse-en-Chandesse und dem Skiort Super Besse. Er ist etwa 44 Hektar groß und bis zu 92 Meter tief.

## Meromiktischer See
Der Lac Pavin ist in Frankreich einzigartig in seiner Wasserzirkulation: Sie verläuft meromiktisch. Die Mischung des Wassers umfasst im halbjährlichen und jährlichen Zyklus nur die ersten 60 Meter. Das Wasser am Boden des Sees, zwischen 60 und 92 Metern, ist dort festgehalten und gesättigt an Gasen wie Kohlenstoffdioxid, Methan und Schwefelwasserstoff, welche durch den Abbau organischen Materials entstehen und dem Wasser einen übelriechenden Geruch geben. Der Gasgehalt macht eine Überwachung des Sees notwendig, da eine Erhöhung zu einer schlagartigen und gefährlichen Entladung führen kann. Wissenschaftlern zufolge hat das Wasser aber keine Sättigung erreicht und befindet sich in einem wenig gefährlichen stabilen Zustand. Dennoch können Erdbewegungen oder Seismik dieses Gleichgewicht stören und ein plötzliches Entgasen durch die Freisetzung des im unterliegenden Sediment enthaltenen Gases auslösen.
Der See beherbergt den Seesaibling, welcher sich auf tiefe Gewässer (30 bis 70 Meter) angepasst hat. Weiterhin leben methanbildende Bakterien im Lac Pavin, sowie weitere Spezies, welche sich von diesem Gas ernähren.

## Legende
Einer Legende zufolge löst jeder hineingeworfene Stein ein Unwetter aus.